# 民国四公子
民国四公子，指中華民國大陸時期並列的四位知名世家子弟。因其都在北京活动，又称京城四少。對於四公子包含哪位人物說法並不統一，不過張學良與袁克文被公認包含於內。
所有被包含於民國四公子的人物如下：
- 張學良，軍人、政治家。奉系軍閥頭目、中華民國陸海軍大元帥張作霖嫡長子，發動西安事變後被蔣中正、蔣經國父子幽囚至90歲。
- 袁克文，別署寒雲，首任中華民國大總統袁世凱次子，物理學家袁家騮之父。
- 溥侗，清朝皇族，加郡王銜恭勤貝勒載治之子。
- 孫科，中華民國國父、中國國民黨總理孫中山之子。
- 張伯駒，直隶都督張鎮芳之子。
- 張孝若，中華民國農商總長，立憲派元老張謇之子。
- 盧小嘉，浙江督军盧永祥之子。
- 段宏業，中華民國總理、執政 、皖系大元帥 段祺瑞之子。

按張伯駒所著《續洪憲紀事詩輔注》：

人謂近代四公子，一為寒雲（袁克文），二為余（張伯駒），三為張學良，四、一說為盧永祥之子小嘉，一說為張謇之子孝若。又有謂：一為紅豆館主溥侗，二為寒雲，三為余，四為張學良。

鄭逸梅《清娛漫筆·袁寒雲的一生》則列張學良、盧小嘉、張孝若及袁寒雲，不包括張伯駒。林庚白認為自袁世凱病逝，四公子就不包括其子袁寒雲，應改列孫科。